# Cady Huffman
Cady Huffman es una actriz estadounidense.

## Primeros años
Huffman nació en Santa Bárbara, California, de Lorayne, asistente de dirección de preescolar convertida en agente de bienes raíces, y Clifford Huffman, abogado.[cita requerida] Ella es la hermana menor del actor Linus Huffman y el escritor automotriz John Pearley Huffman, cuyo trabajo aparece a menudo en las revistas Road & Track y Car and Driver y The New York Times. Asistió a escuelas públicas en Santa Bárbara (saltándose el cuarto grado) y se graduó de la escuela secundaria local de San Marcos en junio de 1982. Huffman comenzó a actuar en la muy activa comunidad teatral local de Santa Bárbara mucho antes de su adolescencia. También estudió ballet en la Escuela de Ballet Goleta y realizó numerosos ballets clásicos con la compañía de la escuela.[cita requerida]

## Trayectoria profesional
Huffman llegó por primera vez a Broadway como miembro del elenco de reemplazo en el exitoso musical La Cage aux Folles (1985), y rápidamente fue elegida para Big Deal de Bob Fosse, seguida de una nominación al premio Tony por su actuación en The Will Rogers. Locuras (1991). En 2001, interpretó el papel de Ulla en el elenco original del musical de Broadway The Producers, de Mel Brooks. Huffman recibió el premio Tony a la mejor interpretación de una actriz destacada en un musical por el papel.
Hizo su debut cinematográfico en la película Hero (1992). Desde entonces ha aparecido en Space Marines (1996), Romance & Cigarettes y The Nanny Diaries. También apareció en la película The Company Men del 2010. Durante 2003 y 2004, produjo, protagonizó y actuó como diseñadora de producción para la película independiente Sunday on the Rocks dirigida por Joe Morton.
En televisión, ha tenido papeles como estrella invitada en programas como Frasier, Law & Order: Criminal Intent y Mad About You. Apareció como ella misma en varios espacios como invitada en la serie de televisión Curb Your Enthusiasm durante el 2004. La trama de la cuarta temporada de la serie involucró a Larry David uniéndose al elenco de The Producers. A partir de agosto de 2005, Huffman reemplazó a Kimberlin Brown como la Dra. Paige Miller en One Life to Live. Su último episodio se emitió el 23 de enero de 2006. Durante 2011 y 2012, apareció en episodios de The Good Wife.
Fue jueza habitual de comida en Iron Chef America de Food Network, descrita por el presentador Alton Brown como "la Kitty Carlisle " de la serie.
Durante julio y agosto de 2007, Huffman protagonizó la obra Off-Broadway Surface to Air escrita por David Epstein y dirigida por James Naughton, en un raro papel dramático para la actriz que suele aparecer en el escenario de los musicales. En mayo de 2009, apareció en el nuevo musical Pirates! en la Huntington Theatre Company, Boston, producción. Apareció junto al coprotagonista de The Producers, Nathan Lane, en The Nance, que se estrenó en Broadway el 15 de abril de 2013. Fue nominada a un premio del Círculo de Críticos Externos de 2013 por su trabajo en esa obra. En 2014, interpretó un papel importante en el musical de rock Off-Broadway Revolution in the Elbow de Ragnar Agnarsson Furniture Painter.
En julio de 2017 dirigió City of Light, un musical de Gabrielle Wagner, Julie Weiner y Jan Roper en el Festival de Teatro de Verano SheNYC.

## Vida personal
Ahora vive en Brooklyn, Nueva York.

## Filmografía

### Películas
| Año  | Título                                       | Role                             | notas                    |
| ---- | -------------------------------------------- | -------------------------------- | ------------------------ |
| 1992 | Héroe                                        | Leslie Sugar, asistente de vuelo |                          |
| 1997 | Marines espaciales                           | Dar Mullins                      |                          |
| 2004 | Domingo en las rocas                         | Gayle                            |                          |
| 2004 | ¡El papá de Billy es un empacador de dulces! | madre de billy                   | Cortometraje             |
| 2005 | romance y cigarrillos                        | Bailarina y Cantante             |                          |
| 2006 | Bebidas de veinte dólares                    | betty                            | Cortometraje             |
| 2007 | Comité de Titty Bitty Titty                  | Lola                             |                          |
| 2007 | The Nanny Diaries                            | mamá divorciada                  |                          |
| 2009 | Atrevimiento                                 | Dra. Kolton                      |                          |
| 2010 | The Company Men                              | Juana                            |                          |
| 2010 | Elegir                                       | Alicia                           |                          |
| 2012 | Bastante joven)                              | Mujer de mediana edad            | Cortometraje, finalizado |
| 2013 | La teoría de la relatividad de Molly         | natasha                          |                          |

### Televisión
| Año           | Título                                     | Role              | Notas                                                          |
| ------------- | ------------------------------------------ | ----------------- | -------------------------------------------------------------- |
| 1994          | The George Carlin Show                     |                   | Episodio: "George va demasiado lejos"                          |
| 1995          | Pocilga de cerdo                           | Rita              | Episodio: "Saltar a una tumba abierta"                         |
| 1995          | Loco por ti                                | mujer ladrando    | Episodio: "En humo"                                            |
| 1996          | Votos de engaño                            | María Jo          | película de televisión                                         |
| 1997          | Colombo                                    | El recepcionista  | Episodio: "Un rastro de asesinato"                             |
| 2003          | Ley y orden: intención criminal            | pamela inviernos  | Episodio: "Cuba Libre"                                         |
| 2004          | Controle su entusiasmo                     | cady huffman      | 4 episodios                                                    |
| 2004          | Frasier                                    | ámbar licious     | Episodio: "Desvío"                                             |
| 2005          | Ley y orden: juicio por jurado             | penique esterba   | Episodio: "El abominable showman"                              |
| 2005-2006     | Una vida para vivir                        | Dra. Paige Miller | Series de Televisión                                           |
| 2010          | Solo envíos                                | Andrea Dodson     | Episodio: "Encaje viejo"                                       |
| 2011-2012     | The Good Wife                              | Marina barco      | 4 episodios                                                    |
| 2012          | Ley y orden: Unidad de víctimas especiales | Maureen Manning   | Episodio: "Invasiones en el hogar"                             |
| 2016-2017     | Sangre azul                                | Sheila Gormley    | Episodios: " Reglas de la mafia " <br /> & " No desvanecerse " |
| 2017–Presente | Después de siempre                         | Lisa              | 4 episodios                                                    |

### Teatro
| Año       | Título                       | Role                         | notas                                                                  |
| --------- | ---------------------------- | ---------------------------- | ---------------------------------------------------------------------- |
| 1985      | La jaula de las locuras      | Angélica                     | Reemplazo                                                              |
| 1986      | Vaya cosa                    | Bailarín                     | Suplente: Perla                                                        |
| 1991      | The Will Rogers Follies      | El favorito de Ziegfeld      | 1991 nominada: Premio Tony a la mejor actriz destacada en un musical   |
| 1997      | muelle de acero              | Rita Racine / Shelby Stevens |                                                                        |
| 1999      | Dame Edna: El recorrido real | La hermosa Ednaette #1       | Reemplazo                                                              |
| 2001-2003 | The Producers                | ulla                         | Ganador de 2001: Premio Tony a la mejor actriz destacada en un musical |
| 2006      | Simple y elegante            | ruth inviernos               | Musicales en Mufti, York Theatre Company                               |
| 2013      | The Nance                    | Sylvie                       |                                                                        |